# Stazione di Villa Verucchio
La stazione di Villa Verucchio era una fermata ferroviaria posta lungo la ferrovia Rimini-Novafeltria, chiusa nel 1960, a servizio della frazione di Villa Verucchio.
L'edificio fu in seguito adibito per le autolinee sostitutive.